# 恋人/Love Balladeは歌えない
「恋人／Love Balladeは歌えない」（こいびと／ラブバラッドはうたえない）は、氣志團の通算2枚目のシングル。

## 概要
両A面シングルとなった本作は1曲目は氣志團が歌う『恋人』を、2曲目は1987年にシングル表題曲としてリリースされた清水宏次朗の『Love Balladeは歌えない』をそのまま収録。

## 収録曲
1. 恋人（氣志團）
  - 作詞・作曲：綾小路翔／編曲：氣志團
  - MVにはダーブロウ有紗が出演している。
2. Love Balladeは歌えない（清水宏次朗）
  - 作詞：松本隆／作曲・編曲：織田哲郎
  - 氣志團のGIGの本編終了後に流れるSEとして使用されている。
3. ビーバップ・パラダイス（ビーバップ・少年少女合唱団 木更津支部）  
  - 作詞・作曲：都志見隆／編曲：氣志團
  - ボーカルには綾小路翔と清水宏次朗の他、綾小路と同級生の友人であるまちゃまちゃ、演奏には東京スカパラダイスオーケストラのホーンズメンバー(NARGO, 北原雅彦, GAMO, 谷中敦)がゲスト参加している。

## 備考
- 『恋人』は後に綾小路翔の友人にあたるDJ OZMAがカバーした。